# نادي قصبة طنجة
نادي قصبة طنجة هو نادٍ رياضي مغربي من مدينة طنجة، تأسس سنة 1950 من طرف فعاليات وطنية مغربية من المدينة لمقارعة الأندية التي أسسها المعمرون الإسبان في مدينة طنجة. حمل النادي اسم القصبة وهي كلمة تعني في اللهجة المغربية القلعة المحصنة حيث أن معظم مدن المغرب التاريخية تحتوي على قصبات كانت تحمي ساكنة هذه المدن من الهجمات الخارجية، وقد تم اختيار الاسم بدافع وطني. كانت ألوان النادي الرسمية هي الأزرق الفاتح والأبيض وكان شعار النادي يحتوي على العلم المغربي. بقي النادي صامدا رغم محاولات إقباره من طرف السلطات المحتلة وذلك لخوفها من تزايد عدد الأندية ذات الطابع الوطني، حيث حاربت إنشاء هذه الأندية بشتى الوسائل ابتداء بمنع إعطاء تصاريح الممارسة أو التماطل في الموافقة عليها. ووصل بهم الخوف لدرجة طلب شراء اللاعبين المغاربة المتألقين في تلك الأندية آنذاك وإغرائهم بالمال وشتى الوسائل. رغم ذلك حافظ النادي على وجوده وبقي ممارسا في الأقسام الشرفية الإسبانية حتى جلاء الاستعمار. وبانتهاء الاحتلال انتهى دور النادي المتمثل في المقاومة ورفض الاحتلال والتعبير عن ذلك في الملعب بطريقة رياضية ليختفي النادي بطريقة غامضة.

## شعارات النادي

خارطة تمثل منطقة نفوذ إسبانيا شمال المغرب إبان عهد الاستعمار.
علم إقليم المغرب الإسباني إبان عهد الاستعمار.